# Koncert
Koncert ist ein ungarisch-US-amerikanischer Kurzfilm von István Szabó aus dem Jahr 1962, mit dem der Produzent Ezra R. Baker für einen Oscar nominiert war.

## Inhalt
Drei junge Männer befinden sich mit einem Klavier am Strand. Ihre Musik spielen sie eigentlich nur für eine Person, eine schöne junge Dame, die am Rand des Wassers sitzt. Sie fühlt sich von dem Vortrag  unterhalten, die Mehrzahl der anderen Strandurlauber allerdings nicht. Lautstarke Beschwerden machen die Runde. Im Zuge der Unruhe wird die Musik immer weniger harmonisch bis hin zu Dissonanzen. Die jungen Männer versuchen nun, ihre Musik weniger auf eine Person zu konzentrieren. Eine Treppe spiegelt sich vor aller Augen, durch die die Betrachter sich selbst aber auch die Umgebung reflektieren und Landschaften spiegeln sich im Wasser. Es sieht so aus, als werde der Spiegel von einer hübschen jungen Frau getragen und die jungen Männer, die sich darin betrachten, haben nun nur noch Augen für sich selbst. Als der Spiegel einer anderen Frau übergeben wird, besteigt sie ein Boot und die drei jungen Männer folgen ihr. 
Die Menschen, die am Wasser zurückbleiben, gehen zum Klavier und entdecken das Instrument neu und jeder auf seine eigene Weise und doch irgendwie gemeinsam. Immer mehr Strandurlauber versammeln sich um und am Klavier, von denen einige etwas spielen, jeder auf seine Weise und alle zusammen genießen die Musik. Als es zu regnen beginnt, bedecken die Menschen das Klavier mit ihren Kleidungsstücken und wollen das Instrument in Sicherheit bringen. In diesem Moment kommen die jungen Männer zurück.

## Produktion

### Produktionsnotizen
Der Film wurde von der George K. Arthur – Go Pictures King Corp. produziert. Für den ungarischen Regisseur Istvan Szabó war der Film, den er als Student drehte, sein Start ins Filmgeschäft. Da der Film begeistert aufgenommen wurde, wurde das Béla Balázs Filmstudio auf ihn aufmerksam, mit dem er zwei weitere Kurzfilme drehte, an den sich dann schnell sein erster Spielfilm Álmodozások kora (deutsch Zeit der Träumereien; auch Alter der Träumereien, 1964) anschloss.

### Veröffentlichung
Der Film hatte 1962 Premiere in Ungarn. Am 21. September 1963 wurde er im griechischen Thessaloniki auf dem 
Internationalen Film-Festival unter dem Titel Κονσέρτο vorgestellt. Am 24. Februar 2018 war er ein Beitrag des serbischen Belgrade Film Festivals. In Italien wurde der Film unter dem Titel Concerto vorgestellt. Der englische Titel lautet The Concert. 

## Rezeption

### Kritik
Bart Rietvink befasste sich im Cinemagazine mit dem Film und meinte, er habe verspielte Einstellungen und einen ziemlich abstrakten Inhalt. Zwar habe er keine klare Handlung, aber wenn man ihn mit einem analytischen Blick betrachte, könne man in einzelnen Szenen Symbolik erkennen und Schlüsse daraus ziehen. Einige Bilder des Films erinnerten an den Kurzfilm Regen (1929) des niederländischen Filmemachers Joris Ivens. Vielleicht sei es ein Film über die Bindungskraft von Musik, die Harmonie vermitteln könne. Vielleicht sei der Film auch eine Metapher für die Gesellschaft und die Menschheit im Allgemeinen, mit der Szabó uns sagen möchte, dass wir einander besser zuhören und besser aufeinander schauen sollten. Vielleicht sei eine solche Vermutung aber auch anmaßend, und es handele sich nur um einen undefinierbaren und stilistisch interessanten Kurzfilm, der seine Kraft aus dieser Abstraktion beziehe.

### Auszeichnung
- 1963 ausgezeichnet an den Internationalen Kurzfilmtagen Oberhausen[2]
- Oscarverleihung 1964
- Nominierung für Ezra R. Baker in der Kategorie „Bester Kurzfilm“